# Microsoft Fine Artist
Fine Artist era un editor de gráficos rasterizados creado la filial Microsoft Kids en 1993. Utilizando este programa, el cual esta orientado para el público infantil,  es posible de crear gráficos. La interfaz y el entorno es especialmente diseñado para niños y está ambientado en un lugar llamado Imaginopolis y un ayudante que un personaje conocido como McZee, además otro personaje llamado Maggie explica trucos de dibujo. Fine Artist se encuentra descontinuado.
Fine Artist fue anunciado por Microsoft el 7 de diciembre de 1993 y fue liberado en 1994. Corría con un procesado 80386, con en el sistema operativo Windows 3.1 o superior, 4 MB de ram y al menos con 11 MB de espacio de disco duro.  También se liberó una versión para Apple Macintosh.
El programa se desarrolla en una lugar ficticio llamado Imaginopolis y que tiene varios niveles como un edificio, cada uno de estos con un tema diferente (p. ej. uno para crear imágenes nuevas, uno la galería de las imágenes existentes). El diseño del programa era muy similar a su programa hermano Creative Writer, El programa funciona pantalla completa y dentro de un entorno inclusivo.
Fine Artist era considerablemente más potente que Microsoft Paint, este incluía un clipart que podría ser fácilmente manipulado e incluso podría incluirse sonido a la imagen. Fine Artist también utilizaba sonidos diferentes para cada herramienta.